# 毛扭法螺
毛扭法螺（学名：Distorsio reticularis），又名网纹扭螺（学名：Distorsio reticulata）:170，是一種中型的海螺物種，屬於扭法螺科扭法螺属的一種腹足綱軟體動物。

## 分佈
本物種分佈於印度洋到西太平洋：在西太平洋包括日本、马来西亚、中国大陆的浙江、台湾的澎湖、菲律賓及印度尼西亚，最南可到美拉尼西亞群島及澳大利亞昆士蘭州南部；而在印度洋則見於波斯灣阿拉伯半島東部、東非的坦桑尼亞达累斯萨拉姆及莫桑比克。

## 棲息地
這些海螺常棲息於熱帶海域的浅海（十到一百公尺水深）的珊瑚礁、常栖息在潮下带、岩石底、沿岸。

## 形態特徵
本物種的螺殼最長可達33—94（1.3—3.7英寸）。呈紡錘形，各螺層扭曲:170。水管溝長而直:170，在背側彎曲。口蓋角質，呈不規則卵形。

## 其他生物特徵
本物種乃肉食動物。如同其他舊屬前鰓亞綱物種那樣，本物種亦是雌雄異體的。當本物種的幼體剛從卵子孵化出來，就已經可以自由暢泳。